# Ars Magna
Ars Magna (latinsky „Veliké dílo“) je důležitá kniha o algebře Gerolama Cardana. Poprvé bylo tištěna v roce 1545 a šlo o vůbec první latinské pojednání o algebře. Druhé vydání vzniklo ještě za Cardanova života v roce 1570.